# Calle de los Astrónomos
La calle de los Astrónomos es una vía pública de la ciudad española de Vitoria.

## Descripción

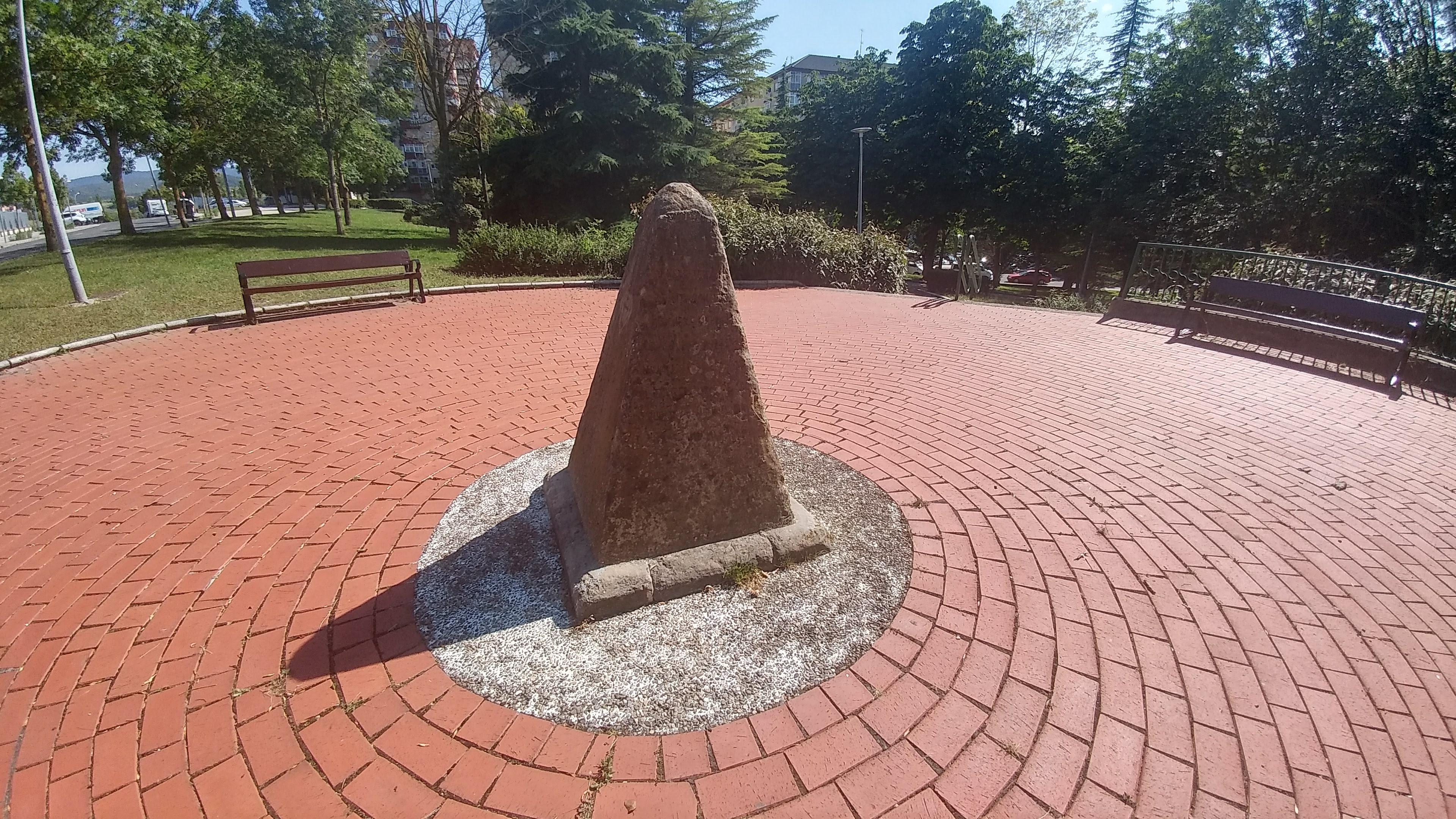
El monolito que recuerda a las personas que se congregaron para ver el eclipse solar de 1860

La vía, la más elevada del barrio de Santa Lucía, discurre desde la avenida de Santiago hasta la glorieta en la que confluyen la calle de la Florida y el paseo de la Ilíada. En 1892 se le dio el título de «alto de los Astrónomos» al lugar en el que varias personas se habían reunido el 18 de julio de 1860 para ver el eclipse solar que se produjo aquel día; también lo conmemora un monolito. En 1977, el nombre pasó a designar toda la vía.